# 山姆·吉馬
塞缪尔·菲利普·吉马（英語：Samuel Phillip Gyimah；發音： /ˈdʒiːmɑː/；1976年8月10日—）是一位英国政治人物，保守党党员。现任英国下议院东萨里选区议员、商务能源和产业战略部大学和科学副大臣兼教育部副大臣。
曾任司法部监狱缓刑更生和量刑政务次官、教育部育儿和教育政务次官、内阁办公厅宪制政务次官、政府党鞭、卡梅伦首相国会私人秘书等职。2019年9月因議會表決時不支持同黨首相鮑里斯·強森的脫歐提案，因而被開除黨籍，成為獨立議員。未幾加入自民黨。

## 早年经历
吉马出生在白金汉郡比肯斯菲尔德。六岁时父母分手各奔前程，他与母亲回到加纳，其父携其弟其妹留在英国。吉马入读加纳阿克拉阿奇摩塔学校，该校以培养出五位加纳总统而闻名。后重返英国就读比肯斯菲尔德的公立弗里曼学院并通过了中等教育普通证书和普通教育高级程度证书测验。升入牛津大学萨默维尔学院后研习哲学、政治学和经济学，曾当选牛津辩论社主席。

## 个人生活
吉马与新西兰医生妮基·布莱克结婚，二人育有一子一女。
他是唐氏综合征协会和萨里郡圣凯瑟琳临终关怀的志愿者和危机筹款人。还是内伦敦一所学校的管理员、住房协会委员会和牛津大学萨默维尔学院发展委员会委员。他是萨里郡林菲尔德新成立的癫痫慈善机构（前身是国家癫痫青年中心）的副主席。